# کالیبر ۳۸۰ ای‌سی‌پی
کالیبر ۳۸۰ ای‌سی‌پی (انگلیسی: .380 ACP) برگرفته از سرواژگان (Automatic Colt Pistol) به معنای تپانچه خودکار کلت یا کالیبر ۱۷×۹ میلی‌متر (انگلیسی: 9×17mm) یک فشنگ اسلحه دستی بدون لبه و دیواره مستقیم بدون گلوگاه است که توسط طراح سلاح گرم جان برونینگ توسعه یافته‌است.